# پل لیقوان
پل لیقوان مربوط به دوره قاجار است و در شهرستان تبریز، بخش مرکزی، روستای لیقوان واقع شده و این اثر در تاریخ ۱۷ اسفند ۱۳۸۱ با شمارهٔ ثبت ۷۵۳۵ به‌عنوان یکی از آثار ملی ایران به ثبت رسیده‌است.